# 名城公園宿泊所

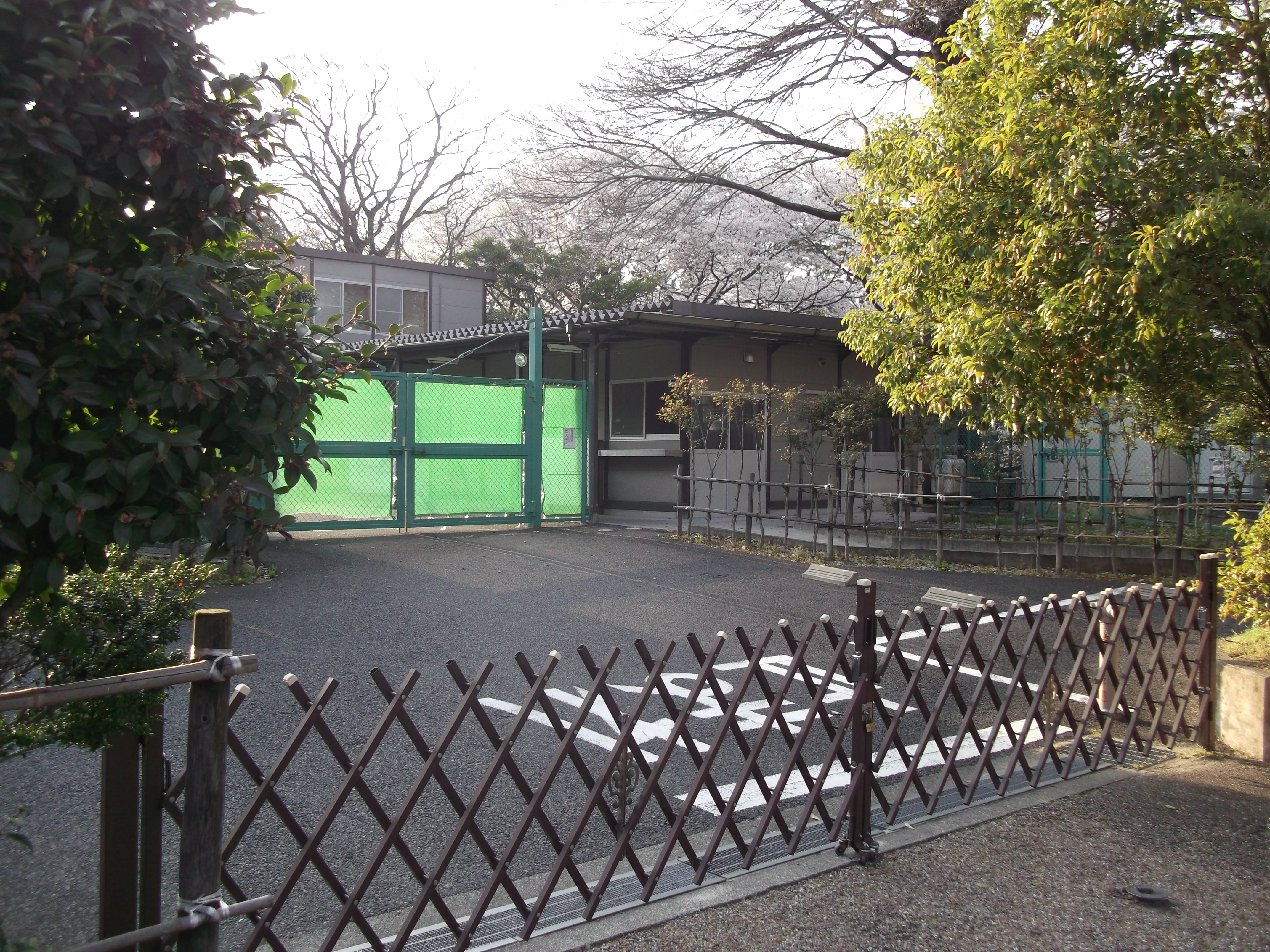
名城公園宿泊所（2014年（平成26年）4月）

健康福祉局生活福祉部名城公園宿泊所（けんこうふくしきょくせいかつふくしぶめいじょうこうえんしゅくはくじょ）は、2004年（平成16年）5月に愛知県名古屋市が設置し中高年事業団やまて企業組合が事業を受託した。時限立法により当初は5ヵ年の運営とされていた。
施設長：野田幸司（1967年（昭和42年）10月2日生）他、副長2名、生活指導員6名、補助職員3名、嘱託医師1名、職業訓練事業として外部委託常時2名の指導員を配置して24時間体制で運営していた。
以後2009年（平成21年）4月より社会福祉法人有隣協会が管理・運営していた。ホームレスのための一時宿泊施設。

## 概要
公園等で生活するホームレスの健康回復及び自立に向けての動機付けを行うために、ホームレスの自立の支援等に関する特別措置法に基づき名古屋市が2004年（平成16年）5月10日に名城公園の正門脇の国有地（面積約4,450平方メートル）にオープンした。住所は愛知県名古屋市中区三の丸一丁目2-3。
当初計画では5年で閉鎖する予定だったが、2008年（平成20年）のリーマンショックの影響により2014年（平成26年）3月末に期限が延長された。跡地は金シャチ横丁の敷地として利用されることとなった。閉鎖後は、市内2ヶ所の自立支援センターの拡充・支援内容の見直し、一般宿泊施設の借り上げによる緊急宿泊援護事業も引き続き行われる。
2畳ほどの個室と夕食が無料で提供される他、生活相談や職業訓練も受けられるようになっている。1日5時間の軽い軽作業を行うことによって、1日3500円の配分金の支給を受けることもできる。入所期間は最長で6ヶ月。定員は200人で、女性専用の部屋も用意されている。
2014年（平成26年）1月末時点では1日平均50人の利用者があり、ホームレスの利用者ではなく、若者が2週間程度利用するケースが多いという。